# 巴斯·多斯特
巴斯·多斯特（荷蘭語：Bas Dost）是荷蘭的一位足球運動員。在場上司職前鋒。現效力于比甲球隊布魯日。
2011-12賽季，他在荷甲為海倫芬足球會在16場聯賽中打進14球，是這個賽季的荷甲最佳射手。2015年3月12日，因为在德甲下半赛季沃尔夫斯堡队中表现抢眼，首次入选荷兰国家队大名单。
2016年8月28日，里斯本體育宣布支付了大約1000萬歐元來購買巴斯·杜斯特他在狼堡的一年合同。 並與巴斯·杜斯特簽署了四年的合同，支付6000萬歐元。他在葡萄牙完成了他的第一個賽季，在31場比賽中有34個進球。 他成為葡萄牙聯賽的最高得分射手。

## 外部連結
- Soccerway Profile （页面存档备份，存于）
- 巴斯·多斯特 （页面存档备份，存于） - Topforward
- Netherlands stats[永久] at OnsOranje （荷兰文）